# Cephalotes incertus
Espèce
Synonymes
Cephalotes incertus, est une espèce de fourmis arboricoles du genre Cephalotes.

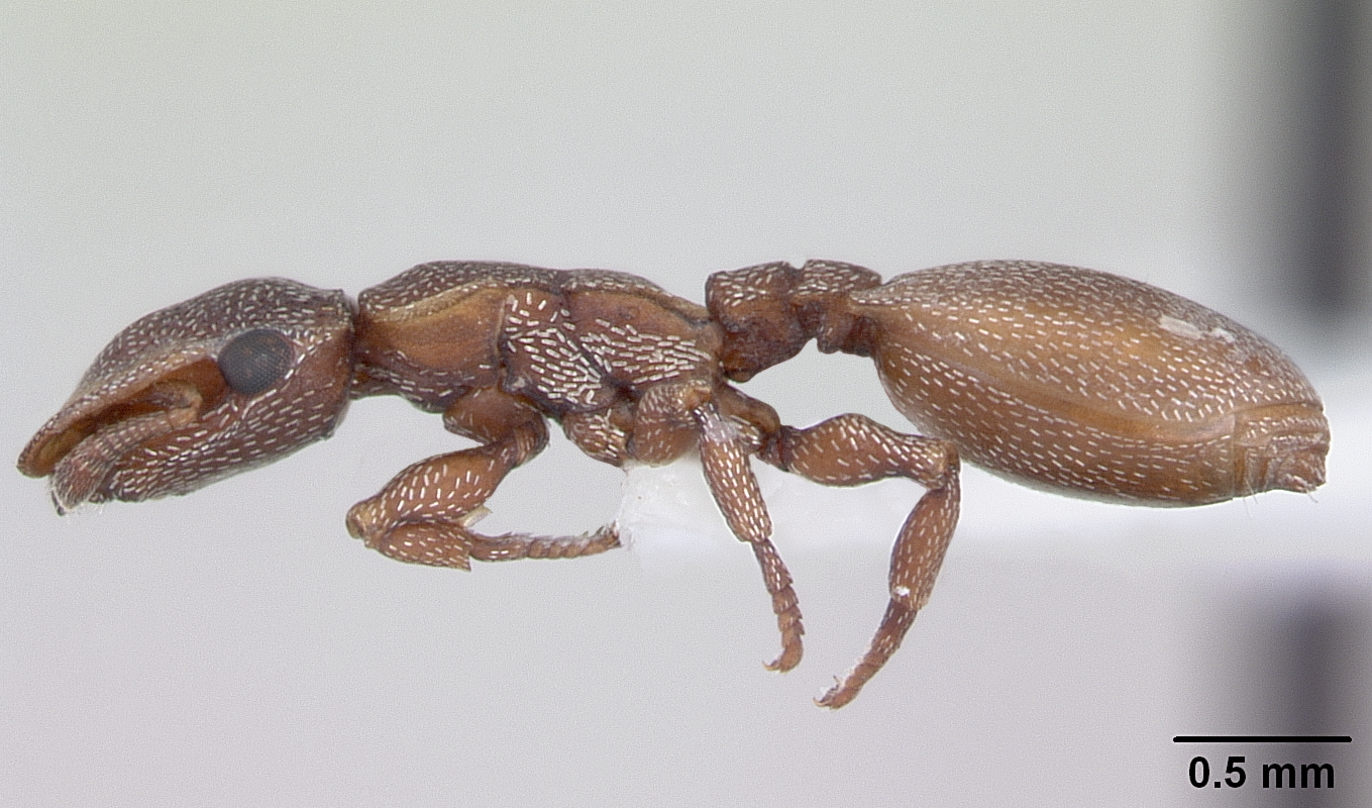
C. incertus de profil.

## Distribution
Cette espèce est native du Brésil (Mato Grosso, Mato Grosso do Sul), du Paraguay, d'Argentine et d'Uruguay.

## Description
Comme les autres espèces du genre Cephalotes, elles sont caractérisées par l'existence de soldats spécialisés dotés d'une tête surdimensionnée et plate ainsi que des pattes plus plates et plus larges que leurs cousines terrestres. Elles peuvent ainsi se déplacer d'un arbre à un autre dans une forêt.
Elle fut décrite et classifiée pour la première fois par l'entomologiste italien Carlo Emery en 1905.